# El Rancho (Wyoming)
El Rancho es un lugar designado por el censo ubicado en el condado de Platte en el estado estadounidense de Wyoming. En el año 2020 tenía una población de 18 habitantes y una densidad poblacional de 12.08 personas por km² .

## Geografía
El Rancho se encuentra ubicado en las coordenadas 42°16′12″N 105°2′48″O / 42.27000, -105.04667. Según la Oficina del Censo, la localidad tiene un área total de 1,49 km² (0,6 mi²), de la cual 1,49 km² (0,6 mi²) es tierra y 0 km² (0 mi²) (0.0%) es agua.
Se encuentra al norte del condado, en el lado oeste de la Interestatal 25, a 25 km al norte de Wheatland, la sede del condado.